# Eisenborn
Eisenborn (en luxemburguès: Eesebur) és una vila de la comuna de Junglinster, situada al districte de Grevenmacher del cantó de Grevenmacher. Està a uns 9,3 km de distància de la ciutat de Luxemburg.